# 山縣友子
山縣 友子（やまがた ともこ、1851年6月13日〈嘉永4年5月14日〉- 1893年〈明治26年〉9月12日）は、日本の3代・9代内閣総理大臣である山縣有朋の妻（内閣総理大臣夫人）。長州藩（現在の山口県下関市）出身。

## 経歴
1851年（嘉永4年）、現在の山口県下関市湯玉にあった庄屋の娘として生まれる。
1868年（慶応4年）に後の夫である山縣有朋が奇兵隊総督に就任したことにより、友子の父親に2人の結婚が認められ、友子は16歳で結婚する。このとき有朋は29歳であった。有朋との間に7人の子をもうけたが、次女松子を除いて夭折。
1889年（明治22年）12月24日から1891年（明治24年）5月6日までの間は夫・有朋が内閣総理大臣（第1次山縣内閣）に就任したため、友子も総理大臣夫人となった。しかし、1893年（明治26年）9月12日に肺炎で死去。享年42。友子の没後、有朋は芸者の貞子という女性を妻にしたものの、入籍することはなかった。